# کارول روزا
کارول روزا (انگلیسی: Karol Rosa؛ زادهٔ ۳۰ دسامبر ۱۹۹۴) ورزشکار هنرهای رزمی ترکیبی اهل برزیل است. وی از سال ۲۰۱۲ میلادی تاکنون مشغول فعالیت بوده‌است.